# Beata Pater
Beata Pater – polska wokalistka, skrzypaczka, kompozytorka, w latach 80. śpiewała w zespole Deuter. W 1988 roku rozpoczęła współpracę z Igorem Czerniawskim. W wyniku współpracy stworzono kilka nagrań, z których jedno – „Ażeby” trafiło na album Cisza jest... nic się nie dzieje pod szyldem Brygady Miłości.

## Dyskografia
Albumy solowe
- Session (1993)
- Duet (1998)
- Blackout (2003)
- Black (2006)
- Blue (2011)
- Red (2013)
- Golden Lady (2015)

Deuter
- Średniowiecze (1986)
- 1987 (1988)

Brygady Miłości
- Cisza jest... nic się nie dzieje (1988)

Kciuk
- A Little Wing (1990)

Aya RL
- Aya RL (reedycja z 1992)